# Apple File System
Apple File System (APFS) is een journaling bestandssysteem van Apple Inc. Het werd in 2017 geïntroduceerd met de komst van macOS 10.13 High Sierra. APFS werd ook verder geïmplementeerd vanaf iOS 10.3, tvOS 10.2, watchOS 3.2 en iPadOS.

## Beschrijving
Apple File System verscheen voor het eerst in september 2017 in macOS 10.13 High Sierra als vervanger voor HFS Plus (ook wel Mac OS Extended). Tijdens de installatie vanaf macOS 10.13 wordt elk volume met flashopslag automatisch geconverteerd. Het was eerder in macOS 10.12 Sierra beschikbaar in experimentele fase, maar deze versie van APFS is volgens Apple niet compatibel met de officiële versie.
APFS moest de nadelen oplossen van HFS+, zoals tijdstempels in nanoseconden, gelijktijdige toegang door meerdere processen, snapshots, ondersteuning voor datums na 6 februari 2040 en verspreide bestanden.
APFS is geoptimaliseerd voor solid state drives, het ondersteunt encryptie, nanoseconden, snapshots en heeft een verbeterde betrouwbaarheid van gegevensopslag.
In tegenstelling tot HFS+ ondersteunt APFS nog meer bestanden per volume door een verdubbeling van de blokadressen naar 64 bits. De maximale bestandsgrootte is 8 EB (exabyte) en het maximale aantal bestanden per volume is ruim 9 triljoen. Ook is er ondersteuning voor Unicode-karakters voor bestandsnamen en datums tot 21 juli 2554.